# المسيحية في عمان

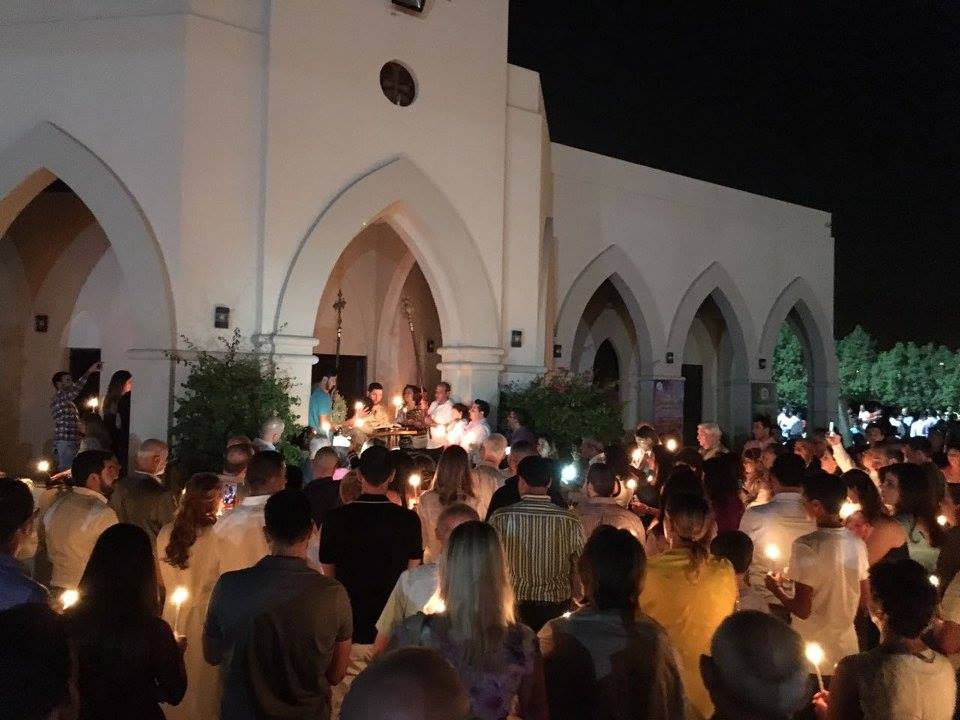
احتفالات سبت النور أمام كنيسة القديسين قسطنطين وهيلانة الأرثوذكسية في مسقط.

تُشكّل المسيحية في عُمان ثاني أكثر الديانات انتشاراً بين السكان بعد الإسلام، ووفقًا لدراسة مركز بيو للأبحاث عام 2010 تبلغ نسبة المسيحيين في سلطنة عمان حوالي 6.5% من سكان البلد، وهذه النسبة تشمل كل المسيحيين المنتميين إلى بلدان أخرى غير سلطنة عمان فالدين الرسمي لعمان هو الإسلام ولكن يوجد بها تسامح ديني للاديان الأخرى والسماح لهم بتادية مناسك دينهم بها بدون توتر أو قلق، وفقًا لدراسة مركز بيو للأبحاث عام 2010 تبلغ أعداد المسيحيين حوالي 180,000 نسمة وينضوون في تسعين رعية.
ينتمي كل المسيحيين تقريبًا إلى بلدان أخرى غير عمان. وتأتي الغالبية من الفلبين والهند أو الدول الغربية. تحظر القوانين العُمانية تحويل المسلمين إلى المسيحية. تتواجد في منطقة العاصمة مسقط أكثر من 50 جمعية للدين المسيحي. تعترف وزارة الأوقاف والشؤون الدينية العمانية بالكنيسة البروتستانتية في عمان، وبالأبرشية الكاثوليكية العمانية وبمركز الأمانة. كذلك تتواجد مدارس مسيحية في عمان وجميعها تحت اشراف الاوقاف الإسلامية، ويبقى تدريس الدين الإسلامي إلزاميًا في المدارس العامة.
لا يوجد سوى القليل من السجلات الرسمية للمسيحية في عُمان حتى وصول البرتغاليين في عام 1504، لكن أطلال ما يُعتقد أنه كان كنيسة تقع في صحار. بالإضافة إلى ذلك، يروي نص وقائع اربيلا وجود أبرشية نسطورية في بيت مازوناي، وهي منطقة شملت عمان. ومع ذلك، فإن مصداقية نص القرن السادس متنازع عليه بين الباحثين. إثر النمو الاقتصادي المحقق في دول مجلس تعاون الخليج العربي في القرن العشرين وفدت إلى هذه الدول ومن ضمنها سلطنة عُمان أعداد كبيرة من المغتربين حول العالم وكان منهم أيضًا مئات الآلاف من المسيحيين.

## تاريخ

### العصور المبكرة
ازدهرت المسيحية في عمان من أواخر القرن الرابع إلى أوائل القرن الخامس، وأدَّى النشاط التبشيري الذي قام به المبشرين الآشوريين من كنيسة المشرق إلى وجود عدد كبير من السكان المسيحيين الذين يعيشون في المنطقة، حيث تم تنصيب أسقف في المنطقة بحلول عام 424 والذي تبع إدارياً متروبوليت فارس والجزيرة العربية. وكان للمسيحية في عُمان عدة قبائل وأساقفة ذكرهم ياقوت، وكذلك هو الحال في الساحل الشرقي أي قطر والبحرين والإمارات حاليًا، فإلى جانب الوثنية التي لم تختف من تلك النواحي فإن بني تميم إحدى أكبر قبائل العرب كانوا من المسيحيين يرأسهم المنذر بن سادي ومن مشاهير تلك الحقبة بشر بن عمرو وطرفة بن العبد. وذكر ابن خلكان أن جميع قبائل العراق اليمانية الأصل قد تنصرّت بما فيه تيم اللات وكلب والأشعريون وتنوخ ومنها انتقلوا نحو البحرين وذلك خلال القرن الرابع. من جملة الرسائل التي بعث بها النبي محمد إلى الملوك العرب والعجم وأغلبهم من المسيحيين رسالة إلى ملك عمان جيعز بن الجلندي وهو مسيحي؛ ومع تعاظم شأن الإسلام اعتنقت عدة قبائل عربية الدين الجديد ومنهم قبيلة حنيفة في عام الوفود، إلى جانب إسلام قبيلة عبد القيس التي شكلت أغلب سكان البحرين ونواحيها، وحاول يشوعيهب الثالث بطريرك كنيسة المشرق ثني عرب الخليج وعمان من التحول إلى الإسلام.

### العصور الوسطى
أدَّى ظهور الإسلام إلى اختفاء السكان المسيحيين الناطقين باللغة السريانية والعربية في نهاية المطاف. في أواخر القرن السابع عُقد مجمع كنسي محلي في العراق وقع عليه أساقفة من قطر والبحرين ما يدلّ على عدم انقراض المسيحية في تلك النواحي، لتكون بداية القرن الثامن موعد ذلك، وقد نقلت بعض الوثائق العائدة للبطريرك أيشوعاب الثالث أن القبائل التي تبعت كنيسته في عمان قد اعتنقت الإسلام هربًا من فرض تسليم «نصف ثروات المسيحيين لمسلمين»، وهو ما دفع قسمًا آخر للهجرة نحو الأحواز، ولايمكن تعميم ما حصل في عمان على سائر المناطق، علمًا أنه في الأحوال العاديّة كان مقدار الجزية أربع دنانير ذهبية للأغنياء وديناران لمتوسطي الحال ودينار واحد عن الأحداث، ويعفى منها الفقراء والمسنون وذوو العاهات ورجال الدين والنساء.
ويُعتقد أن البرتغاليين أعادوا الإيمان المسيحي إلى المنطقة في عام 1507. حيث لا يوجد سوى القليل من السجلات الرسمية للمسيحية في عُمان حتى وصول البرتغاليين في عام 1504.

### العصور الحديثة

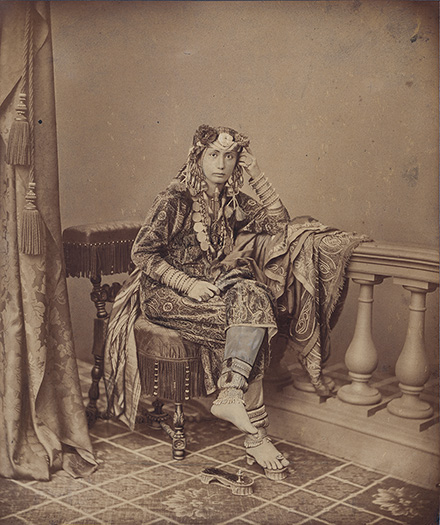
تحولت إميلي رويتي ابنة سعيد بن سلطان إلى المسيحية في عام 1867.

في مايو من عام 1867 قامت إميلي رويتي أو السيدة سالمة بنت سعيد بن سلطان سلطان عمان وزنجبار وهي سليلة عائلة البوسعيد والتي حكمت سلطنة عمان وزنجبار في أواخر القرن الثامن عشر إلى ما بعد ستينات القرن العشرين، بالتحول من الإسلام إلى المسيحية. وتزوجت لاحقاً من تاجر ألماني مسيحي يدعى رودولف هاينريش روت والذي تعرفت عليه أثناء إقامتها في مدينة زنجبار الحجرية، وفي تسوية عدن التي كانت خاصغة للحكم البريطاني آنذاك درست التعاليم المسيحية وحصلت على المعمودية قبل زواجها من رودولف هاينريش روت في مدينة عدن في 30 مايو عام 1867.
يعود تاريخ المسيحية الحديث في السلطنة إلى العام 1893، عندما وصلت جماعة مسيحية إلى مسقط، واشترت بناء كبيراً مع قطعة ارض حصلت عليها هبة من السلطان. وهذه البعثة تتبع للكنيسة الإصلاحية الأمريكية، جاءت بهدف التبشير، ثم تحولت إلى تقديم خدمات صحية للسكان واستقرت على دور رعاية المسيحيين، يذكر أن السلطنة تحتضن نحو 500 مسيحي بروتستانتي، في حين أن الكنيسة الكاثوليكية وجدت عام 1971 وجاءت بعدها الكنيسة الأرثوذكسية، وكذلك كنيسة للسريان الأرثوذكس في مدينة صلالة، وكنيسة للأقباط في مسقط. كان السلطان الثاني عشر لسلطنة مسقط وعمان تيمور بن فيصل (1913-1932) متخوفاً من تأثر البلاد بالمسيحية، كما رفض إرسال إبنه سعيد بن تيمور للدراسة في بيروت خوفاً من يتأثر من المسيحيين والمسيحية.
بعد استقرار أوضاع الإرسالية الأمريكية العربية في البحرين، تحرك المبشرون إلى مسقط في الطرف الجنوبي للخليج العربي، واستثمروا وجود القنصلية الأمريكية هناك في تعزيز نشاطهم. وافتتح القس بيتر زويمر عام 1896 مدرسة «الرقيق المحرر» التي تأسست لتعليم أطفال عبيد كان الأسطول الإنكليزي قد أخذهم من سفينة للرقيق وتطوع زويمر لرعايتهم بهدف تحويلهم إلى المسيحية. وفي عام 1908، انتهت الإرسالية الأمريكية العربية من بناء مدرسة حملت اسم «بيتر زويمر»، واستخدمت جزءاً منها مستشفى. وأنشأ المبشرون البروتستانت مستشفى في مدينة مسقط في القرن التاسع عشر.
كانت إليزابيث ديبري زوجة المبشر جيمس كانتين ممرضة وأول امرأة مبشرة في شبه الجزيرة العربية. وتم تجنيدها من قبل البعثة البروتستانتية ودرست لأول مرة وعملت في البحرين قبل القدوم إلى البعثة في عمان. أسست مع زوجها عيادة نسائية في مسقط وعمان وعملا في مواقع تبشيرية وعندما شكلت البعثات المتحدة كانا ممثلين للكنيسة الإصلاحية في أمريكا من أجل التنظيم. كانتين شارك في تأليف الكتاب «المعلم الذهبي: ذكريات أيام رائدة خمسون عاما في شبه الجزيرة العربية» مع زويمر. وكانت ماري بروينس أليسون من أوائل النساء الأمريكيات اللواتي تدربن على الطب في الولايات المتحدة للعمل كطبيبة مبشرة في شبه الجزيرة العربية. أثناء دراستها في كلية الطب في فيلادلفيا تعلمت اللغة العربية. في عام 1934 ذهبت إلى الشرق الأوسط للعمل كطبيبة مبشرة. في عملها الذي استمر لمدة أربعين عاما عملت في المقام الأول في الكويت وكذلك في الهند وقطر والبحرين وسلطنة عمان. وتقاعدت على مضض من البحرين وعادت إلى الولايات المتحدة في عام 1971 ومع ذلك تلقت مكالمة قالت أن مجلس البعثة طلب منها العمل في مستشفى مطرح في عمان. أراد السلطان قابوس بن سعيد تشغيل مستشفيات مجانية ولكن لم يكن لديه طاقم طبي كاف. عالجت العديد من الأمراض بما في ذلك الملاريا والجذام والكوليرا عام 1974. تقاعدت للمرة الأخيرة في عام 1974 وانتقلت في عام 1975 إلى ريدلاندز بولاية كاليفورنيا.

#### الوضع الحالي

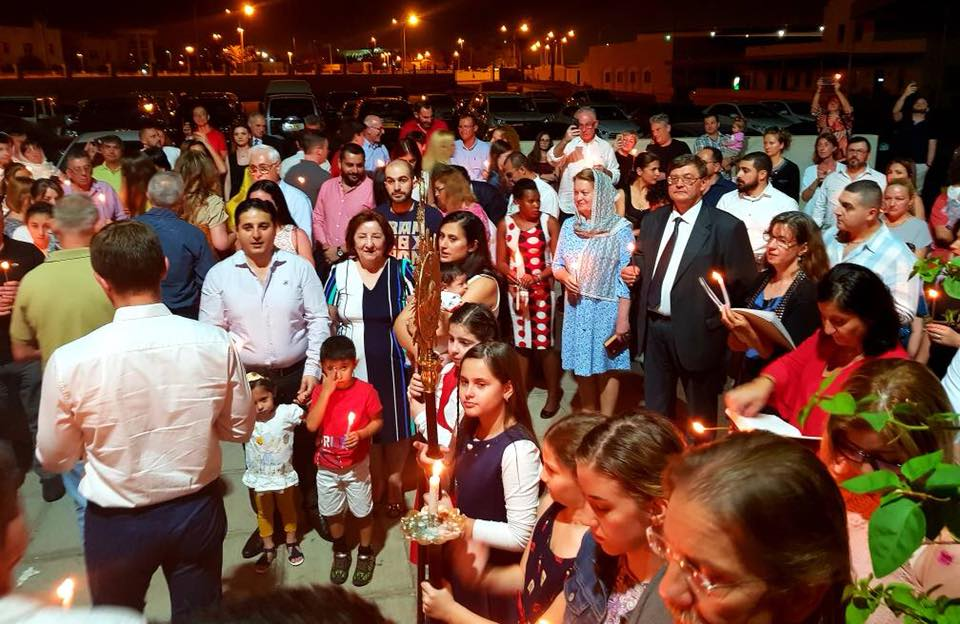
احتفالات سبت النور الأرثوذكسي في مسقط.

إثر النمو الاقتصادي المحقق في دول مجلس تعاون الخليج العربي في القرن العشرين وفدت إلى هذه الدول أعداد كبيرة من المغتربين حول العالم كان منهم أيضًا مئات الآلاف من الشوام والعراقيين والمصريين وكان من ضمنهم مسيحيون عرب. وبالتالي فالأغلبية الساحقة من مسيحيي سلطنة عُمان هم من الوافدين، حيث وفقًا لدراسة مركز بيو للأبحاث عام 2010 بلغت أعداد المسيحيين في السلطنة حوالي 180,000 نسمة وينضوون في تسعين رعية. وفقًا لدراسة المؤمنون في المسيح من خلفية مسلمة: إحصاء عالمي وهي دراسة أجريت من قبل جامعة سانت ماري الأمريكيّة في تكساس سنة 2015 وجدت أن عدد المسلمين العُمانيين المتحولين للديانة المسيحية يبلغ حوالي 200 شخص.
معظم المسيحيين في البلاد هم من المغتبرين القادمين من الفلبين أو الهند أو الدول الغربية، ويتركزون في المناطق الحضرية في البلاد: مسقط وصحار وصلالة. توجد على الأقل كنيسة لمجتمع مسيحيو مار توما في عُمان، وتنشط أكثر من خمسين مجموعة وتجمعات مسيحية في منطقة مسقط الكبرى. تعترف وزارة الأوقاف والشؤون الدينية العمانية بالكنيسة البروتستانتية في عمان، وبالأبرشية الكاثوليكية العمانية وبمركز الأمانة. يوجد أيضًا مقبرة مسيحية في مدينة مسقط، تديرها شركة تنمية نفط عُمان.
الإسلام هو الدين الرسمي للدولة، لكن المادة 28 من الدستور العماني تحمي حرية الممارسات الدينية طالما أنها لا تنتهك الشريعة الإسلامية. لذلك، يتمتع المهاجرون المسيحيون في عُمان بقدر كبير من الحرية الدينية، رُغم أنهم ملزمون بقواعد صارمة. على سبيل المثال، يجب على المسيحيين أن يمارسوا طقوسهم الدينية على أرض محددة خصصتها لهم الحكومة. من الصعب أيضًا الحصول على تصاريح لبناء الكنائس، كما أن الحصول على تصريح لإستضافة التجمعات الدينية العامة أمر صعب. التجمعات الخاصة محظورة، على الرغم من أن هذا القانون لا يتم تطبيقه بشكل صارم دائمًا. التبشير بين المسلمين ممنوع بحسب القانون، ومع ذلك، هناك حالات يتبنى فيها المسلم العقيدة المسيحية، ويعلن سراً اعتناقها. لكن بحسب القانون يعتبرون مسلمون قانونيًا؛ وبالتالي فإن إحصاءات أعداد المسيحيين العمانيين لا تشمل المسلمين الذين تحولوا إلى المسيحية. تدريس الإسلام هو أمر إلزامي في المدارس العامة، ولكن هناك مدارس مسيحية تعمل في عُمان.

## الطوائف المسيحية

### كاثوليكية

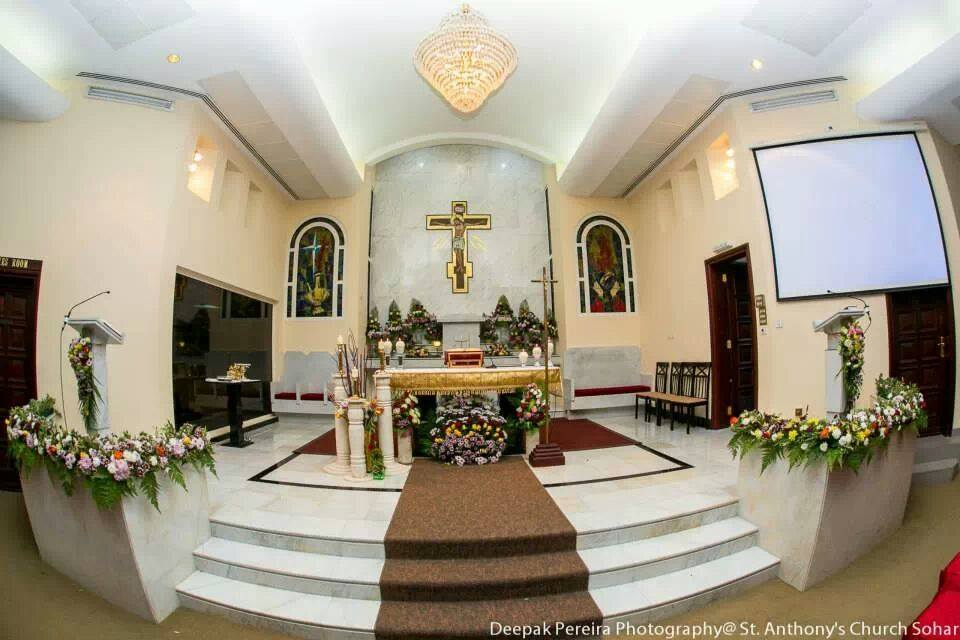
داخل كنيسة كاثوليكية في مسقط.

وفقًا لتقديرات من عام 2019 هناك 138,000 كاثوليكي في عمان وهم ليسوا بمواطنيها بل من الخارج، ويُشكلون حوالي 70% من مجمل المسيحيين في البلاد. وتعتبر عمان التي هي جزء من إقليم من النيابة الرسولية الرومانية الكاثوليكية لجنوب شبه الجزيرة العربية، ويوجد في البلد واحد وعشرين تجمع كاثوليكي. ويتوزع الكاثوليك في البلاد على أربعة أبرشيات منها واحدة في صحار وصلالة واثنتان في مسقط. تعد كنيسة القديس بطرس وبولس في مسقط أقدم كنيسة كاثوليكية في البلاد، وبُنيت في عام 1977. وتعد كنيسة القديس فرانسيس في صلالة الأحدث وقد فتحت أبوابها في سبتمبر من عام 2019. وتشير مصادر كنسيَّة أن معظم المسيحيين في البلاد هم من الهند والفلبين، بالإضافة إلى مغتربين من نيبال وباكستان وسريلانكا وبنغلاديش.

### الأرثوذكسية
وفقًا لتقديرات من عام 2019 حوالي يوجد حالياً 24,000 مسيحي أرثوذكسي في سلطنة عمان، ويشكلون حوالي 12.5% من إجمالي السكان المسيحيين في البلاد. يخضع أتباع الكنائس الأرثوذكسية الشرقية في سلطنة عمان للولاية الكنسيَّة لأبرشية بغداد والكويت التابعة إلى بطريركية أنطاكية وسائر المشرق للروم الأرثوذكس. المركز الرئيسي للأرثوذكسية الشرقية في سلطنة عمان هو في مسقط، برئاسة الكاهن مايكل عجرم. في أبريل من عام 2019 أُفتتحت الكنيسة الأرثوذكسية الشرقية الأولى في البلاد وهي كنيسة القديسين قسطنطين وهيلانة الأرثوذكسية في مدينة مسقط. العديد من المغتربين الأرثوذكس في عُمان تعود أصولهم إلى سوريا ولبنان وفلسطين والأردن ومصر والهند (مسيحيو مار توما) وإثيوبيا وروسيا وغيرها من الدول.

### بروتستانتية
وفقًا لتقديرات من عام 2019 حوالي 5.8% من مجمل المسيحيين في عُمان هم من أتباع المذهب البروتستانتي، 11,500 شخص، ومعظمهم من المغتربين. وتوجد واحد وعشرين طائفة بروتستانتية في سلطنة عمان، وتنتمي معظمها تحت مظلة الكنيسة العمانية البروتستانتية. وبحسب دراسة تعود إلى عام 2015 حوالي 200 مواطن مسلم عماني تحول إلى المسيحية الإنجيلية. وينتمي المجتمع الأنجليكاني المحلي إلى منطقة أبرشية قبرص والخليج للكنيسة الأسقفية في القدس والشرق الأوسط. يوجد كنيسة بروتستانتية في صلالة وواحدة في صحار وكنيستين في مسقط. وتمارس الجماعات البروتستانتية طقوسها بلغات مختلفة منها الكورية والإنجليزية والعربية والتاغالوغية.
توجد جمعية خمسينية في مسقط، وأتباعها هم من المغتربين الهنود إلى حد كبير، وهي أكبر تجمع مالايالي في الشرق الأوسط. وينضوي للكنيسة الخمسينية أكثر من 1,500 عضو، وتُمارس الكنيسة طقوسها الدينية بأربع لغات مختلفة: الهندية والإنجليزية والماليالامية والتاميلية.